# 爱德华·史蒂文斯
爱德华·史蒂文斯（英語：Edward Stevens，1932年9月15日—2013年6月9日），美国男子赛艇运动员。他曾代表美国参加1952年夏季奥林匹克运动会赛艇比赛，获得男子八人单桨有舵手金牌。